# Daemonorops loheriana
Daemonorops loheriana är en enhjärtbladig växtart som beskrevs av Odoardo Beccari. Daemonorops loheriana ingår i släktet Daemonorops och familjen Arecaceae.
Artens utbredningsområde är Filippinerna. Inga underarter finns listade i Catalogue of Life.